# Jón Árnason
Jón Árnason (17 de agosto de 1819, Hof - 4 de setembro de 1888, Reykjavík) foi um escritor, bibliotecário e diretor de museu islandês que fez a primeira coleção de contos folclóricos do país.
Inspirado pelo Kinder-und Hausmärchen (Contos do Grimm) dos irmãos Grimm, Árnason começou a coletar e registrar contos, juntamente com Magnús Grímsson, um amigo que era um professor e, posteriormente, se tornou um clérigo. Sua primeira coleção, Íslenzk Æfintýri (Contos Islandeses) apareceu em 1852, mas atraiu pouca atenção. Os dois só retomaram a coleta após Konrad Maurer, um historiador jurídico alemão e estudioso da literatura islandesa, percorrer o país em 1858 e incentivá-los. Após Magnús Grímsson morrer em 1860, Árnason terminou a coleção por conta própria. Ela foi publicada em dois volumes em 1862 e 1864 em Leipzig com a ajuda de Maurer, como Íslenzkar Þjóðsögur og Æfintýri (Contos e Lenda Folclóricas Islandesas), que compreende mais de 1300 páginas.

## Publicações
- Jón Árnason and Magnús Grímsson (Ed.) Íslenzk Æfintýri. Reykjavík, 1852.
- Jón Árnason. Íslenzkar Þjóðsögur og Æfintýri. 2 vols. Leipzig: J.C. Hinrichs, 1862, 1864.
- Jón Árnason. Ágrip af æfisögu Dr. Marteins Lúters. Reykjavík, 1852. OCLC 52435258
- Jón Árnason. Sagan af Karlamagnúsi keisara. Copenhagen, 1853. OCLC 264953221